# Suleïman Baltaoğlu
Suleïman Baltaoğlu ou Soliman Baltoglou est un amiral ottoman du XVe siècle d'origine bulgare qui a participé au siège de Constantinople de 1452-1453.

## Biographie
Gouverneur de Gallipoli, il est nommé à la tête de l'armada turque devant faire le siège de Constantinople par Mehmet II en 1453. À la différence du siège de 1422, Mehmet donne une grande importance à la marine qui doit empêcher l'arrivée de tout ravitaillement par la mer grâce à des patrouilles régulières. De plus, Baltaoğlu doit tenter de forcer la chaîne qui barre la Corne d'Or où se sont réfugiés les navires des assiégés. Il tente une première offensive le 9 avril mais sans résultat et il décide d'attendre l'arrivée de renforts. Il envoie alors une partie de sa flotte s'emparer des îles des Princes. L'île de Prinkipo oppose une courte résistance. Après avoir constaté l'inefficacité de son artillerie, Baltaoğlu décide d'enfumer la petite garnison d'une trentaine d'hommes qui périt soit par asphyxie, soit par exécution. Les habitants de l'île sont vendus comme esclaves.
Le 12 avril, Baltaoğlu reçoit le renfort de plusieurs navires et tente de nouveau de forcer le barrage de la Corne d'Or mais son artillerie ne peut couler aucun navire adverse et doit constater la supériorité technique des Chrétiens qui parviennent à encercler les navires ottomans. Ces derniers sont contraints de se replier. Le 20 avril, une flottille chrétienne de trois navires génois et un transport impérial byzantin se présente au large de Constantinople avec des vivres. Baltaoğlu prépare sa flotte pour empêcher ces navires d'atteindre leur destination. Malgré leur écrasante supériorité numérique, les Ottomans sont systématiquement tenus en échec. Les navires chrétiens ont une hauteur supérieure à ceux des Ottomans ce qui leur permet de harceler les navires turcs à l'aide de différents projectiles tandis que les belligérants des deux camps observent lutte sur le rivage. À l'approche de la pointe de l'Acropole et de la Corne d'Or, la flottille chrétienne est déportée vers le large par le courant. Baltaoğlu envoie alors ses navires encercler ceux des Chrétiens. Ces derniers ne sont nullement affectés par l'artillerie ottomane mal ajustée. Baltaoğlu ordonne alors à ses hommes d'aborder les navires adverses. Un des navires génois est ainsi encerclé par cinq trirèmes tandis que le navire de Baltaoğlu s'attaque au navire byzantin mais les Chrétiens sont très disciplinés et infligent de lourdes pertes à leurs adversaires qui se regroupent en une forme de forteresse flottante. Les navires génois protégeant le transport byzantin affaibli par la bataille. Finalement, le vent se lève à nouveau dans une direction favorable aux Byzantins et ces derniers parviennent à atteindre la Corne d'Or où ils se réfugient. La défaite est catastrophique pour les Ottomans et Mehmet II avait promis la mort à Baltaoğlu s'il échouait. Ce dernier est sauvé par l'intervention de ses officiers qui vantent son commandement. Toutefois, il est démis de ses fonctions et ses biens sont remis à des janissaires. Il disparaît des sources et meurt dans l'abandon et la misère.